# Horst Brinkmeier
Horst Brinkmeier (* 17. März 1943 in Stockerau, Niederösterreich) ist ein ehemaliger deutscher Boxer und Fitnessstudio-Betreiber. Er wurde fünfmal deutscher Meister im Weltergewicht.

## Karriere als Boxer
Brinkmeier wurde als Sohn eines Deutschen und einer Österreicherin geboren und wuchs in Stockerau auf. Als seine Familie später ins Ruhrgebiet zog, erlernte er beim „Boxring 28“ in Recklinghausen-Süd die Grundlagen des Boxsports. Später trainierte er in Stuttgart, wurde mehrfach österreichischer Amateur-Meister und, obwohl deutscher Staatsbürger, Mitglied der österreichischen Nationalmannschaft. Anfang der 1960er kehrte er nach Deutschland zurück und begann bei der Bundeswehr-Boxstaffel in Wetzlar. 1964 gewann er die Bronze-Medaille im Halbweltergewicht bei der Militär-Weltmeisterschaft in Tunis.
1967 wurde er Profiboxer und ließ sich von Peter Müller nach Köln holen. Nach dem Tod Jupp Elzes stieg er in Jean Lörings Boxstaffel zum Hauptkämpfer auf. Neben Müller und Elze galt er als Liebling der Kölner Zuschauer. Seine geringe Körpergröße und seine Unerschrockenheit brachten ihm den Spitznamen „Kampfmaus“ ein. Er selbst beschrieb seinen Kampfstil später so:

„Ich war eigentlich immer unangenehm für die Gegner. Ich bin nie zurückgegangen, immer zur Seite und daher stand ich dann auch neben meinen Gegnern, auch wenn die einen Kopf größer waren, das war dann immer unangenehm für die, die konnten sich dann gar nicht so schnell drehen, weil ich die auch von der Seite getroffen habe.“

1972 legte Brinkmeier nach einer Augenverletzung eine Pause im Boxsport ein und arbeitete eine Zeit lang als Türsteher in der Kölner Nachtszene. 1974 kehrte er in den Ring zurück. Zwischen 1970 und 1976 wurde er fünfmal Deutscher Meister im Weltergewicht. Seinen letzten Profikampf gewann er 1980 durch Technischen K. o. gegen Rainer Gutekunst. Insgesamt absolvierte er 112 Amateur- und 41 Profiboxkämpfe, von denen er keinen durch K. o. verlor.

## Sportstudio
1974 eröffnete Brinkmeier das „Sportstudio Horst Brinkmeier“ in der Kölner Innenstadt, in dem zahlreiche Prominente trainierten. Das Studio ging 2002 nach 28 Jahren in Konkurs. Anschließend arbeitete er im Baugewerbe, später als Fitnesstrainer für Tennisspieler und Freizeitboxer. Über seine Zeit auf dem Bau sagte er:

„Ich hab das gerne gemacht. Weil ich auch immer an Training gedacht habe [...] Ich hab sehr gut gegessen, gut geschlafen und hab dann auch mein Geld verdient [...] Auf jeden Fall, war ne schöne Zeit. Muss ich schon sagen. Auch von der Kameradschaft her. Das hat mir sehr viel gegeben.“

Bei dem „Promibox“-Kampf zwischen Stefan Raab und Regina Halmich 2001 wirkte er als Ringrichter mit.

## Privates
Brinkmeier ist seit 1974 mit seiner Frau Inge verheiratet, die 1982 deutsche Meisterin im Bodybuilding war, und hat einen Sohn.

## Film
- Chicago am Rhein: Geschichten aus dem Kölschen Milieu. Mit Horst Brinkmeier, 2010. Reportage zum Film, YouTube-Mitschnitt, Lokalzeit aus Köln, WDR, 2010.